# Égliseneuve-des-Liards
Égliseneuve-des-Liards là một xã ở tỉnh Puy-de-Dôme trong vùng Auvergne miền trung nước Pháp. Xã này nằm ở khu vực có độ cao trung bình 710 mét trên mực nước biển.